# Robert von Lieben

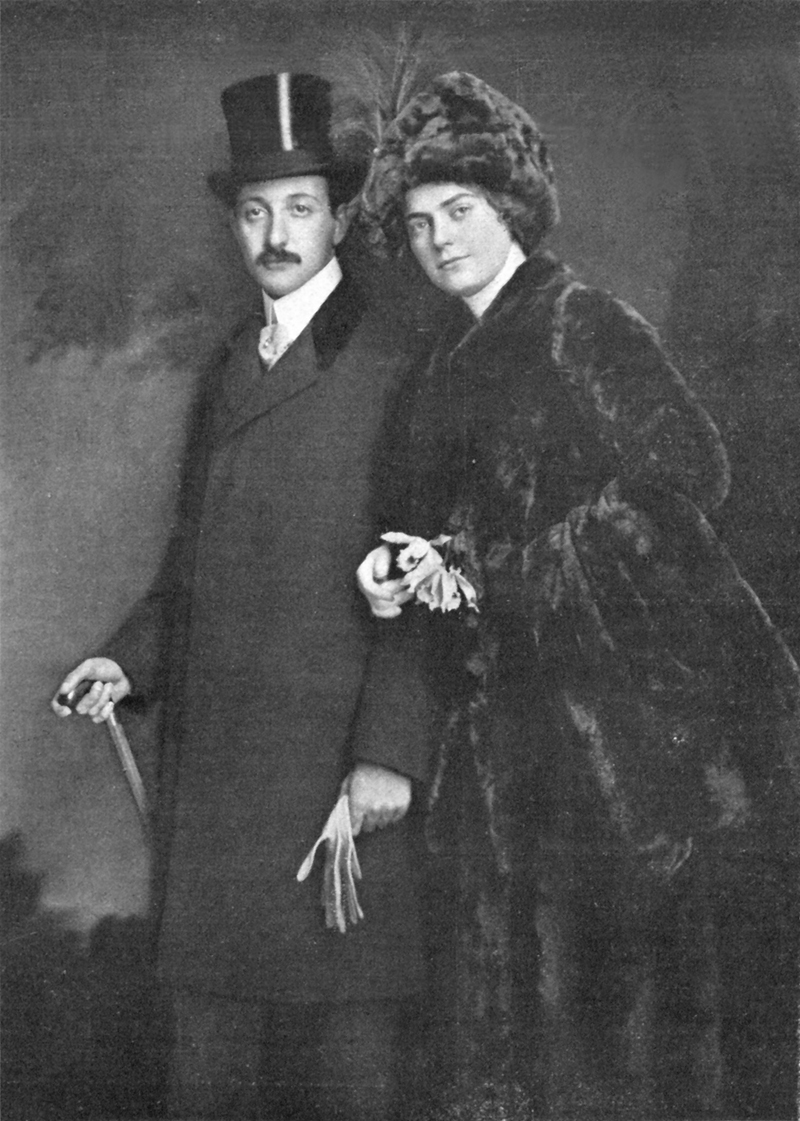
Robert von Lieben y Anny Schindler

Robert von Lieben (Viena, 5 de septiembre de 1878 - ibídem, 20 de febrero de 1913) fue un notable físico austriaco, pionero en el desarrollo de las válvulas de vacío termoiónicas.

## Educación
Tras intentar su ingreso en un gymnasium, se matriculó en una Realschule, donde no llegó a realizar el examen final, el Abitur, a pesar de haber demostrado desde pequeño una gran facilidad para las ciencias físicas.
Sin embargo, gracias a su acomodada familia (su padre, Leopold von Lieben, era presidente de la asociación de comercio de Viena; y su madre, Anna von Lieben, pertenecía a una familia de la nobleza, los Todesco), pudo dedicarse a la ciencia por sus propios medios, como por ejemplo cuando instaló la iluminación eléctrica en la propiedad de su padre en Mödling. Tras finalizar su educación, empezó a trabajar en la fábrica de material eléctrico Siemens-Schuckertwerke en Núremberg.

## Experiencia militar
El joven Lieben se alistó voluntario en el ejército, pero unas semanas más tarde fue licenciado después de que su caballo le hiriese gravemente. Desde entonces, tuvo permanentes problemas de salud, lo que probablemente contribuyó a su temprana muerte.

## Inicio de una Carrera Académica
Después de auditar clases en la Universidad de Viena, estudió durante un año en el Instituto Fisicoquímico de Gotinga, donde tampoco obtuvo ningún grado. Este periodo influyó considerablemente en von Lieben: allí conoció a su mentor Walther Nernst, con quien hablaría durante horas sobre descubrimientos radiológicos. Nernst, entre otras cosas, recibió el premio Nobel de química en reconocimiento a su trabajo en termoquímica.

## Descubrimientos
De vuelta en Viena, Lieben montó un laboratorio, descubriendo un fonógrafo electroquímico y la polarización de los rayos X en 1903. El éxito de estos hallazgos le permitió comprar una fábrica telefónica en Olomouc (Moravia) en 1904, lo que a su vez propició que Lieben desarrollase un amplificador telefónico mediante rayos catódicos, conocido como relé telefónico. En 1906 solicitó una patente para su relé de rayos cátodicos, patentando finalmente un sistema capaz de deflectar un haz de electrones mediante un campo magnético.
En 1910 mejoró el diseño inicial añadiendo una rejilla de control, con la que la podía variar la intensidad de una corriente en función de otra, consiguiendo su amplificación. Lieben también patentó este efecto. El control electrostático de la corriente también subyacía en el principio de funcionamiento del Audión (válvula de vacío triodo), patentada en 1907 (patente de EE. UU. 879, 532) por el estadounidense Lee De Forest.
Al igual que De Forest, Lieben detectó un problema con los rastros de vapor de mercurio dejados por las bombas de vacío, que provocaban un funcionamiento errático de las válvulas y acortaban su duración. Este problema no fue solucionado hasta 1913, gracias a los trabajos sobre alto vacío de Irving Langmuir.
Von Lieben murió en 1913, a los 34 años de edad.

## Familia
Robert von Lieben era hijo de Leopold von Lieben y de Anna von Lieben. Sus tíos eran Theodor Gomperz, Adolf Lieben y Franz Brentano. Heinrich Gomperz era su primo.
Su sobrina era la pintora austriaca Marie-Louise von Motesiczky y sus sobrinos nietos el químico Martin Karplus y el físico Robert Karplus.